# Zeewijk (schip, 1725)
De Zeewijk of Zeewyk was een 18e-eeuws spiegelretourschip van de Vereenigde Oostindische Compagnie, dat op 9 juni 1727 schipbreuk leed op de Houtman Abrolhos, voor de kust van West-Australië. De overlevenden bouwden vervolgens een tweede schip, Sloepie, waardoor 82 man van de oorspronkelijk 208 koppen tellende bemanning op 30 april 1728 de bestemming Batavia wist te bereiken. Sinds de 19e eeuw zijn veel voorwerpen uit het wrak teruggevonden, die zich tegenwoordig in het Western Australian Museum bevinden. Het wrak zelf werd in 1968 gevonden.

## Achtergrond

### De schipbreuk

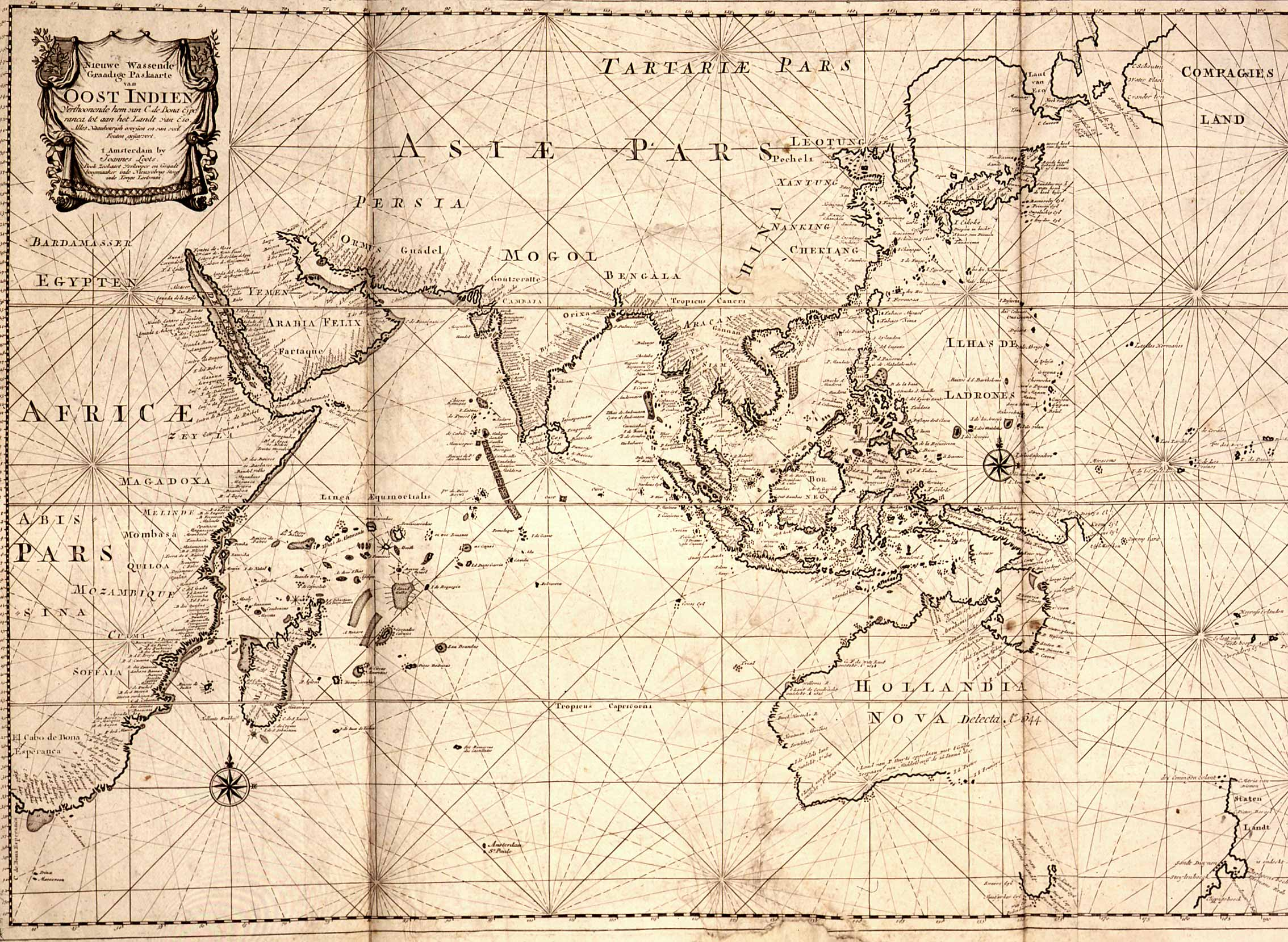
Een kaart uit 1700 van de Indische Oceaan

De Zeewijk werd in 1725 gebouwd, woog 140 lasten, was 145 voet lang en 36 voet breed. Het schip was gewapend met 36 ijzeren en bronzen kanonnen en 6 stuks draaibassen.
De Zeewijk was een nieuw schip van de Zeeuwse afdeling van de VOC; haar eerste reis voerde van Vlissingen naar Batavia en begon in november 1726. Bij vertrek telde het schip 208 man waaronder zeelieden en soldaten, een vracht aan bouwmaterialen en 315.836 gulden. Jan Steyns (of Steijnse), afkomstig uit Middelburg, was de commandant van het schip; dit was zijn eerste commando omdat hij Jan Bogaard moest vervangen, die te ziek was om te zeilen.
De VOC had schepen nodig voor de Brouwer Route, de weg van Kaap de Goede Hoop naar Java; de schepen moesten dan via de Kaap naar Batavia varen, gedurende welke route de westenwinden aldaar de vaart der schepen ten goede kwam, voordat zij naar het noorden koersten. Indien men echter te laat naar het noorden keerde, doordat er een misberekening was gedaan in de breedtegraad, dan liep men het risico op de kust van Australië schipbreuk te lijden. Ondanks dat was Steyns toch van plan om West Australië te bereiken, negeerde hij de orders van de Company en protesten van zijn stuurman en koerste hij toch oost-noord-oost.
In de duisternis, om 7:30 uur, in de vroege morgen van 9 juni 1727, liep de Zeewijk op de rotsen van Half Moon Reef, op de westelijke punt van de Pelsart Groep van de Houtman Abrolhos eilandengroep (60 kilometer ten westen van de latere locatie van Geraldton). Door de enorme kracht van de botsing raakte het roer ontzet en brak de belangrijkste mast af, maar het schip zonk niet direct daarna. Matrozen die op de uitkijk hadden gestaan hadden een half uur voordat men op de rotsen liep wel iets gezien maar dachten dat het de reflectie van het maanlicht op het zeewater was.

### Nasleep

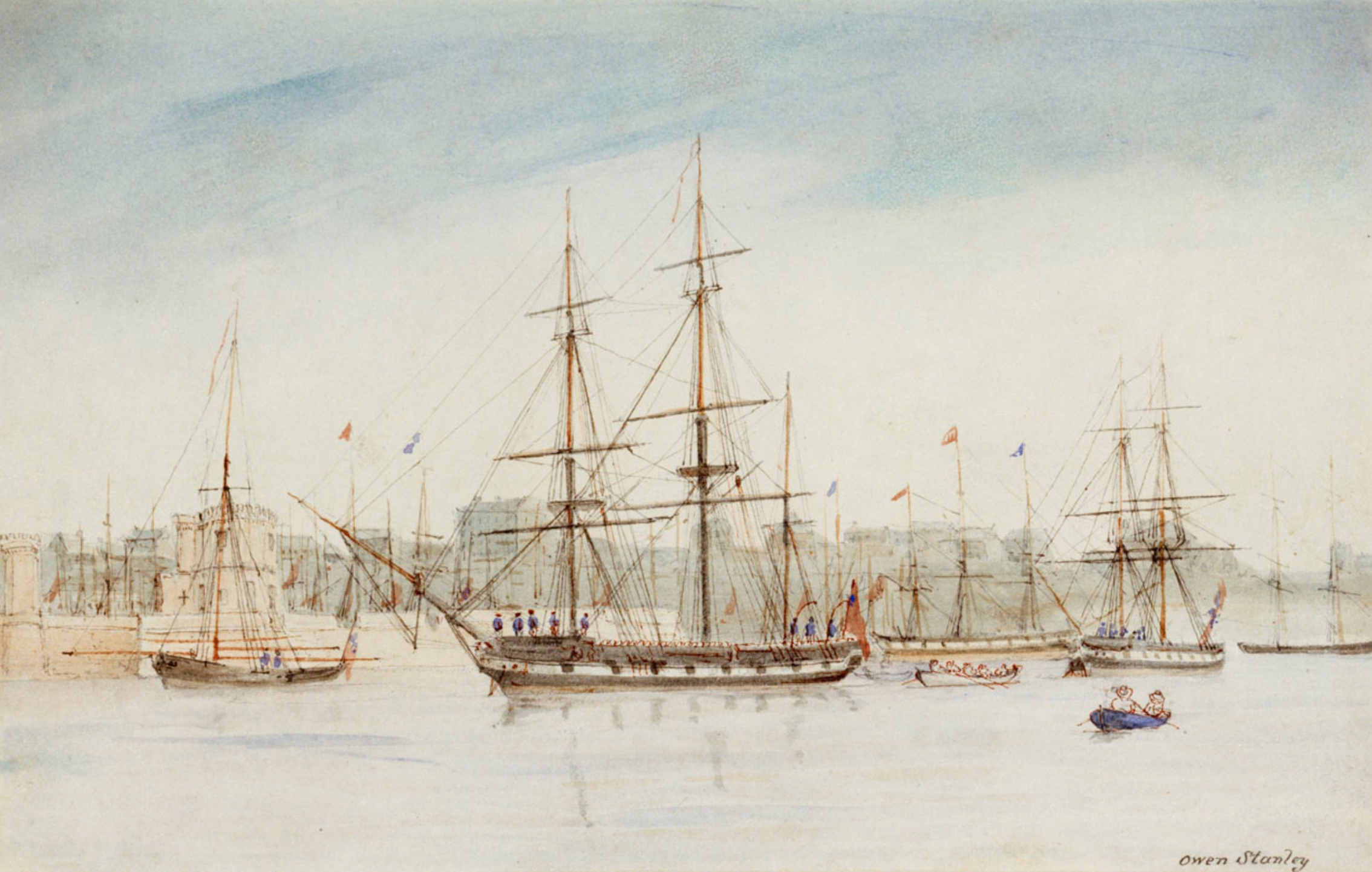
De Beagle vond later restanten van het wrak van de Zeewijk.

Doordat er een zware zee stond verdronk ten minste 10 man bij de eerste poging om een reddingsboot te water te laten. Na een week lukte dit eindelijk en kon het grootste gedeelte van de bemanning van het wrak wegkomen en Gun Island bereiken. Dit was een vlak, 800 bij 350 meter groot zandstenen eiland, ongeveer 4 kilometer verwijderd van het rif. Aldaar en op de omliggende eilanden was drinkwater te vinden, evenals groente, vogels en zeehonden; hiermee en met wat goederen afkomstig van het wrak, wisten de schipbreukelingen zich in leven te houden. Hoewel de Zeewijk dus niet direct in stukken gebroken was en goederen nog getransporteerd konden worden naar Gun Island was het toch duidelijk dat het schip niet meer los te krijgen was van de positie op het rif. Een groep van 11 overlevenden en opperstuurman Pieter Langeweg vertrokken op 10 juli met de reddingsboot naar Batavia, maar van hen werd nooit meer iets vernomen. In december 1727 werden twee jongens schuldig bevonden aan sodomie en ter dood veroordeeld.
Op 29 oktober 1727 werd in het scheepsjournaal gemeld dat men van plan was om een schip te bouwen, dat hen naar Batavia zou kunnen brengen, de naam die gebruikt werd was Sloepie. Op 7 november was de kiel gereed; voor de bouw werden materialen van de Zeewijk gebruikt, en werden twee kanonnen, van dit schip afkomstig, op de Sloepie geplaatst om kostbaarheden tegen piraten te beschermen. Doordat ook hout van mangrovebomen, die op het eiland groeiden, kon worden gebruikt, kon de Sloepie uiteindelijk nog 20 meter lang en 6 meter breed worden. De boot leek op een vissersboot, zoals toen in gebruik op de Noordzee. De bouw duurde uiteindelijk vier maanden en op 28 februari 1728 was het werk gereed; de Sloepie was het eerste Europese schip dat in Australië gebouwd was. Op 28 maart vertrokken 88 mannen op de een maand durende reis naar Batavia; onderweg stierven er 6. Van de 208 man die oorspronkelijk aan de reis waren begonnen bereikten uiteindelijk 82 op 30 april 1728 Batavia.
Het Militair Hooggerechtshof in Batavia vervolgde schipper Jan Steyn voor het verlies van de Zeewijk en het frauderen met de gegevens van het schip. Hij verloor zijn functie, zijn inkomsten en bezittingen aan de Companie.

### Herontdekking van het wrak
In 1840 vond de Beagle op de plaats van de schipbreuk restanten, waaronder een kanon van de VOC en twee munten, die dateerden uit 1707 en 1720; deze munten waren erg belangrijk omdat zij duidelijk hadden toebehoord aan bemanningsleden van de Zeewijk. Men noemde vervolgens deze plaats Zeewyk Kanaal, naar het scheepswrak. In 1880 en 1890 werden grote hoeveelheden materiaal, dat eens had toebehoord aan de Zeewijk, teruggevonden tijdens de zoektocht naar guano. Dit betroffen flessen, munten, wijnglazen, potten, lepels, messen, musket- en kanonskogels, tabak en pijpen.
Florance Broadhurst, zoon van de ondernemer Charles Edward Broadhurst, en directeur van de Broadhurst and MacNeil Phosphate Company, catalogiseerde de vondsten; in eerste instantie dacht hij dat ze toebehoord hadden aan het VOC-schip Batavia en gaf de meeste zaken aan het Museum van West-Australië in Perth. In 1952, tijdens een bezoek aan Geraldton, hoorde luitenant commandant M.R. Bromell van de Koninklijke Australische marine dat de oestervisser Bill Newbold een kanon had gevonden op de zeebodem. Tijdens een bezoek aan de visser wist Bromell het kanon aan de lijzijde van het Half Moon Reef te vinden. In maart 1968 leidde journalist en duiker Hugh Edwards de duikers Max Cramer, Neil McLaghlan en leden van de museumstaf Harry Bingham en Dr. Colin Jack-Hinton naar de zeekant van het rif, waar het wrak lag.
Het Museum van West-Australië organiseerde vervolgens diverse expedities naar deze locatie, om de plaats te onderzoeken en vondsten mee te nemen. In 1976 werd door Catharina Ingleman-Sundberg een catalogus van alle vondsten gemaakt.